# Cocktail Team
A Cocktail Team é uma empresa Portuguesa de comércio de serviços de bar, oferecendo na sua variedade de serviços: Escola de Bar - cursos especializados na área de bar, sendo certificada pela DGERT e tendo o selo de qualidade do Turismo de Portugal, focados no atendimento de bar e elaboração de bebidas espirituosas; Bar Eventos-  serviço de catering e entretenimento de bar para eventos; Consultoria de Bar para negócios de restauração.

## História
A Cocktail Team foi fundada por Hugo Silva, um barman português com elevado ranking a nível mundial, em Março de 2005, com a missão de revolucionar o serviço de atendimento de bar em Portugal devido à procura pelo mesmo.
A empresa foi desenvolvendo o seu serviço de formação de Flair Bartending.
A Cocktail Team tem trabalhado no passado na área da Consultoria de Bar com clientes como: Hotel Sheraton Lisboa, Hotel Corinthia, Beautique Hotel da Figueira, Portugália Belém, Portugália Cais do Sodré, Marisqueira Ribadouro, Hotel Miragem Cascais,  Hotel Imperador, entre outros.

## Serviços

### Bar Consulting
O serviço de Consultoria de Bar apoia o investidor na operação e rentabilização do bar, com programas como Alta Performance que permitem reter talento.

### Bar Events
A Cocktail Team elabora cerca de 100 eventos por ano, desde Bar Catering, Team Buildings e Workshops de Bebidas, com uma qualidade 5 estrelas, nos quais Bartenders certificados pela Cocktail Team oferecem uma variedade de serviços de atendimento de bar e entretenimento como Flair Bartending.

### Bar School
A Cocktail Team oferece uma variedade de cursos especializados na área de bar, sendo certificada pela DGERT e tendo o selo de qualidade do Turismo de Portugal é uma referência a nível internacional e nacional a nível de profissionais de bar. Os Main course da escola são "Premium Bartender", "Técnicas de Bar" e "MBA Executivo em Gestão de Bar".
A Cocktail Team está certificada pela DGERT como Entidade Formadora de Qualidade  e tem o selo de qualidade do Turismo de Portugal.

## Marcas
Premium Bartender